# Staten Island Railway
| Zug der Staten Island Railway |                      |                                  |                                  |
| Die rot markierte Strecke wird im Personenverkehr befahren, ein Teil des braun markierten Streckenteils im Güterverkehr |                      |                                  |                                  |
| Streckenlänge: | 22,5 km              |                                  |                                  |
| Spurweite: | 1435 mm (Normalspur) |                                  |                                  |
| Stromsystem: | 660 V =              |                                  |                                  |
| |                      |                                  |                                  |
| \| \| \| Port Ivory \| \| \| \| \| von Cranford (New Jersey) \| \| \| \| \| Arlington \| \| \| \| \| zur Fresh Kills Landfill \| \| \| \| \| Harbor Road \| \| \| \| \| zum Howland Hook Marine Terminal \| \| \| \| \| Mariners Harbor \| \| \| \| \| Lake Avenue \| \| \| \| \| Elm Park \| \| \| \| \| Tower Hill \| \| \| \| \| Port Richmond \| \| \| \| \| West Brighton \| \| \| \| \| Livingston \| \| \| \| \| Sailors Snug Harbor \| \| \| \| \| New Brighton \| \| \| \| \| Ball Park \| \| \| \| \| St. George (Staten Island Ferry) \| \| \| \| \| Tompkinsville \| \| \| \| \| Stapleton \| \| \| \| \| Clifton Maintenance Shop \| \| \| \| \| Clifton \| \| \| \| \| \| \| \| \| \| Rosebank \| \| \| \| \| Belair Road \| \| \| \| \| Fort Wadsworth \| \| \| \| \| Arrochar \| \| \| \| \| Cedar Avenue \| \| \| \| \| South Beach \| \| \| \| \| Wentworth Avenue \| \| \| \| \| Grasmere \| \| \| \| \| Old Town \| \| \| \| \| Dongan Hills \| \| \| \| \| Jefferson Avenue \| \| \| \| \| Grant City \| \| \| \| \| New Dorp \| \| \| \| \| Oakwood Heights \| \| \| \| \| Bay Terrace \| \| \| \| \| Great Kills \| \| \| \| \| Eltingville \| \| \| \| \| Annadale \| \| \| \| \| Huguenot \| \| \| \| \| Prince’s Bay \| \| \| \| \| Pleasant Plains \| \| \| \| \| Richmond Valley \| \| \| \| \| Nassau \| (bis Januar 2017) \| \| \| \| Arthur Kill \| (seit Januar 2017) \| \| \| \| Atlantic \| (bis Januar 2017) \| \| \| \| Tottenville \| \| |                      |                                  |                                  |
| Betriebs-/Güterbahnhof Streckenanfang (Strecke außer Betrieb) |                      | Port Ivory                       | Port Ivory                       |
| Abzweig ehemals geradeaus und von rechts |                      | von Cranford (New Jersey)        | von Cranford (New Jersey)        |
| Dienststation / Betriebs- oder Güterbahnhof |                      | Arlington                        | Arlington                        |
| Abzweig geradeaus und nach rechts |                      | zur Fresh Kills Landfill         | zur Fresh Kills Landfill         |
| ehemaliger Haltepunkt / Haltestelle |                      | Harbor Road                      | Harbor Road                      |
| Abzweig ehemals geradeaus und nach links |                      | zum Howland Hook Marine Terminal | zum Howland Hook Marine Terminal |
| Haltepunkt / Haltestelle (Strecke außer Betrieb) |                      | Mariners Harbor                  | Mariners Harbor                  |
| Haltepunkt / Haltestelle (Strecke außer Betrieb) |                      | Lake Avenue                      | Lake Avenue                      |
| Haltepunkt / Haltestelle (Strecke außer Betrieb) |                      | Elm Park                         | Elm Park                         |
| Haltepunkt / Haltestelle (Strecke außer Betrieb) |                      | Tower Hill                       | Tower Hill                       |
| Haltepunkt / Haltestelle (Strecke außer Betrieb) |                      | Port Richmond                    | Port Richmond                    |
| Haltepunkt / Haltestelle (Strecke außer Betrieb) |                      | West Brighton                    | West Brighton                    |
| Haltepunkt / Haltestelle (Strecke außer Betrieb) |                      | Livingston                       | Livingston                       |
| Haltepunkt / Haltestelle (Strecke außer Betrieb) |                      | Sailors Snug Harbor              | Sailors Snug Harbor              |
| Haltepunkt / Haltestelle (Strecke außer Betrieb) |                      | New Brighton                     | New Brighton                     |
| Haltepunkt / Haltestelle (Strecke außer Betrieb) |                      | Ball Park                        | Ball Park                        |
| Abzweig ehemals geradeaus, ehemals nach links und von links |                      | St. George (Staten Island Ferry) | St. George (Staten Island Ferry) |
| Haltepunkt / Haltestelle |                      | Tompkinsville                    | Tompkinsville                    |
| Haltepunkt / Haltestelle |                      | Stapleton                        | Stapleton                        |
| Abzweig geradeaus und nach links · Betriebs-/Güterbahnhof Streckenende und quer |                      | Clifton Maintenance Shop         | Clifton Maintenance Shop         |
| Haltepunkt / Haltestelle |                      | Clifton                          | Clifton                          |
| Abzweig geradeaus und ehemals nach links · Strecke von rechts (außer Betrieb) |                      |                                  |                                  |
| Strecke · Haltepunkt / Haltestelle (Strecke außer Betrieb) |                      | Rosebank                         | Rosebank                         |
| Strecke · Haltepunkt / Haltestelle (Strecke außer Betrieb) |                      | Belair Road                      | Belair Road                      |
| Strecke · Haltepunkt / Haltestelle (Strecke außer Betrieb) |                      | Fort Wadsworth                   | Fort Wadsworth                   |
| Strecke · Haltepunkt / Haltestelle (Strecke außer Betrieb) |                      | Arrochar                         | Arrochar                         |
| Strecke · Haltepunkt / Haltestelle (Strecke außer Betrieb) |                      | Cedar Avenue                     | Cedar Avenue                     |
| Strecke · Haltepunkt / Haltestelle (Strecke außer Betrieb) |                      | South Beach                      | South Beach                      |
| Strecke · Kopfbahnhof Streckenende (Strecke außer Betrieb) |                      | Wentworth Avenue                 | Wentworth Avenue                 |
| Haltepunkt / Haltestelle |                      | Grasmere                         | Grasmere                         |
| Haltepunkt / Haltestelle |                      | Old Town                         | Old Town                         |
| |                      | Dongan Hills                     |                                  |
| Haltepunkt / Haltestelle |                      | Jefferson Avenue                 | Jefferson Avenue                 |
| Haltepunkt / Haltestelle |                      | Grant City                       | Grant City                       |
| Haltepunkt / Haltestelle |                      | New Dorp                         | New Dorp                         |
| Haltepunkt / Haltestelle |                      | Oakwood Heights                  | Oakwood Heights                  |
| Haltepunkt / Haltestelle |                      | Bay Terrace                      | Bay Terrace                      |
| |                      | Great Kills                      |                                  |
| Haltepunkt / Haltestelle |                      | Eltingville                      | Eltingville                      |
| Haltepunkt / Haltestelle |                      | Annadale                         | Annadale                         |
| Haltepunkt / Haltestelle |                      | Huguenot                         | Huguenot                         |
| Haltepunkt / Haltestelle |                      | Prince’s Bay                     | Prince’s Bay                     |
| Haltepunkt / Haltestelle |                      | Pleasant Plains                  | Pleasant Plains                  |
| Haltepunkt / Haltestelle |                      | Richmond Valley                  | Richmond Valley                  |
| ehemaliger Haltepunkt / Haltestelle |                      | Nassau                           | (bis Januar 2017)                |
| Haltepunkt / Haltestelle |                      | Arthur Kill                      | (seit Januar 2017)               |
| ehemaliger Haltepunkt / Haltestelle |                      | Atlantic                         | (bis Januar 2017)                |
| |                      | Tottenville                      |                                  |

Die Staten Island Railway (SIR, früher SIRT) ist eine Eisenbahnstrecke auf Staten Island, einer zu New York City gehörenden Insel. Unter der Marke MTA Staten Island Railway findet U-Bahn-artiger Nahverkehr statt.
Sie wurde 1860 als Privateisenbahn eröffnet und war ab 1880 die Staten Island Rapid Transit Railroad, bald darauf eine Tochtergesellschaft der Baltimore and Ohio Railroad. Ab 1954 bezahlte die Stadt New York für Nahverkehr auf der bis heute erhaltenen Strecke. Seit 1971 unterhält die Staten Island Rapid Transit Operating Authority (SIRTOA) sie im Rahmen einer Pacht- und Betriebsvereinbarung mit der Stadt. Die U-Bahn-Abteilung der New York City Transit Authority erbringt die Verkehrsleistungen. Beide Verkehrsgesellschaften sind assoziierte Unternehmen der bundesstaatlichen Metropolitan Transportation Authority.
Die Züge sind aus U-Bahn-Wagen der New York City Subway zusammengesetzt. In den ersten drei Monaten des Jahres 2025 gab es an Werktagen durchschnittlich 17.700 Fahrgäste.

Logo der MTA Staten Island Railway

## Strecke
Die 22,5 Kilometer lange, durchgehend zweigleisig ausgebaute Strecke der Staten Island Railway hat 21 Zugangsstellen, ist normalspurig (1435 Millimeter) und mit seitlicher Stromschiene elektrifiziert (660 V Gleichspannung). Sie beginnt im Bahnhof St. George an der Nordostspitze der Insel und führt parallel zur Ostküste zum Bahnhof Tottenville im Südwesten. Beim zwölfgleisigen Kopfbahnhof St. George besteht ein direkter Anschluss zur Staten Island Ferry, die zum Staten Island Ferry Whitehall Terminal an der Südspitze Manhattans verkehrt, und zu NYC Ferry.
Ein 9,8 Kilometer langer Streckenast von St. George aus entlang der Nordküste in Richtung New Jersey wird nur am westlichen Ende von Güterzügen befahren, der Personenverkehr wurde 1953 eingestellt. Eine Ausnahme bildete zeitweise der kurze Abschnitt zur Haltestelle Ball Park, der von 2001 bis 2010 an Spieltagen im benachbarten Baseball-Stadion Richmond County Bank Ballpark von Sonderzügen befahren wurde. Ein weiterer 7,1 Kilometer langer Streckenast zwischen Clifton und Wentworth Avenue ist vollständig abgebaut, sämtliche Brücken wurden entfernt und auf der ehemaligen Trasse wurden Häuser gebaut.
Im Januar 2017 wurden die Stationen Nassau und Atlantic durch eine neue Station Arthur Kill ersetzt.

## Geschichte

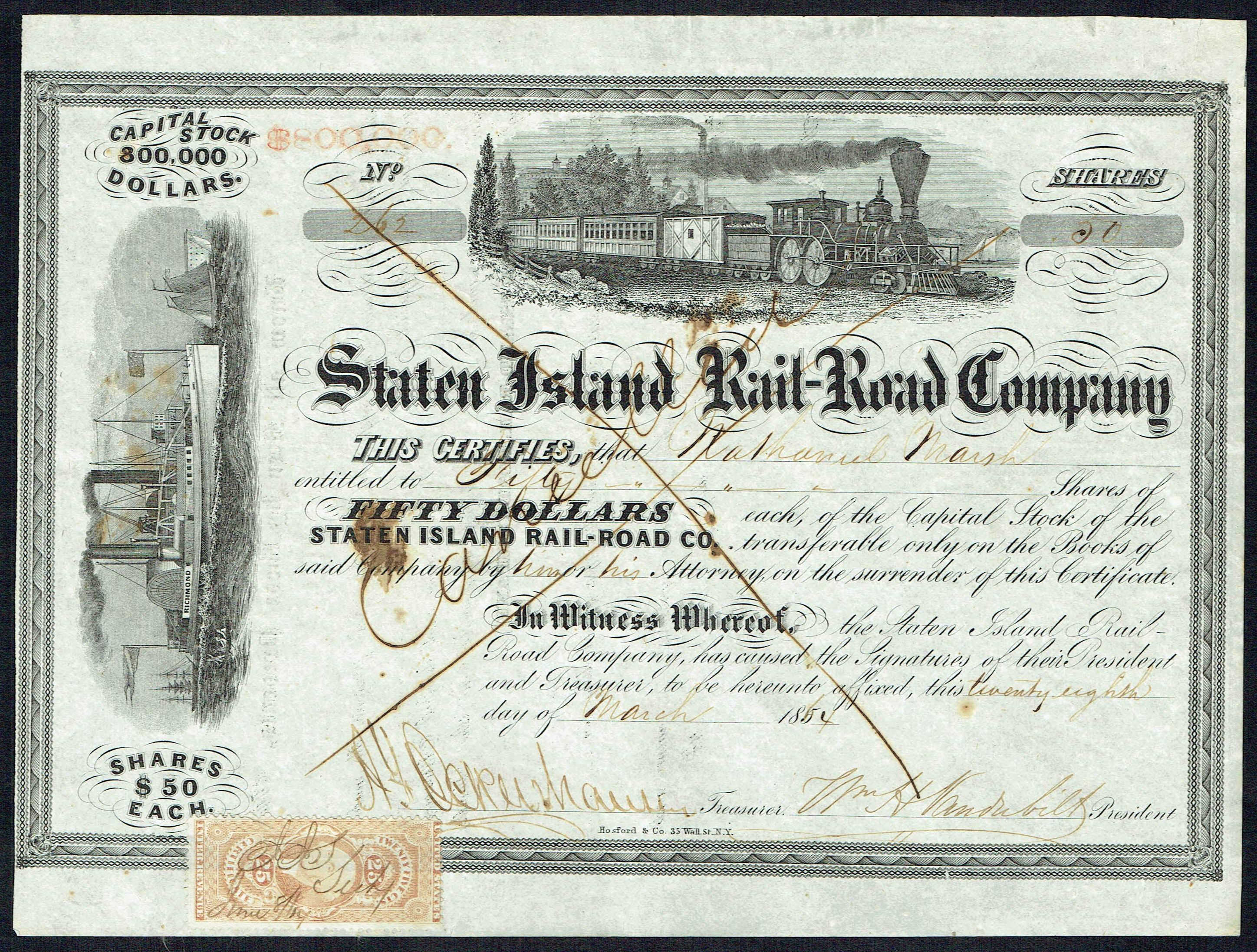
Aktie der Staten Island Rail Road Company vom 28. März 1864, signiert vom Präsidenten William Henry Vanderbilt

Erste Pläne zum Bau einer Eisenbahnlinie entlang der Ostküste gab es im Jahr 1836. Die Staten Island Railroad Incorporation erhielt eine Konzession, konnte aber nicht genügend finanzielle Mittel auftreiben, so dass die Konzession verfiel. Am 23. April 1863 wurde der erste 12 Kilometer lange Abschnitt vom Fähranleger in Clifton nach Eltingville durch die Staten Island Rail-Road Company eröffnet. Ab 16. Mai verkehrten die Züge bis Annadale, ab 2. Juni bis zur seitdem bestehenden Endstation Tottenville.
1883 wurde die Staten Island Rail-Road Company, die im Besitz von Cornelius Vanderbilt gewesen war, von der Baltimore and Ohio Railroad übernommen. Dabei änderte sich der Namen der Gesellschaft in Staten Island Railway. Diese eröffnete am 31. Juli 1884 die Verlängerung zum neuen Fähranleger St. George. Am 23. Februar 1886 erfolgte die Eröffnung der North Shore Line, zunächst bis Elm Park, zwei Wochen später folgte die South Beach Line zur Wentworth Avenue. Eine neue Brücke über den Arthur Kill ermöglichte ab 13. Juni 1889 den Betrieb von Güterzügen nach Cranford (New Jersey), wo Anschluss ans übrige nordamerikanische Schienennetz bestand, am Neujahrstag 1890 verkehrten erstmals Personenzüge auf diesem Abschnitt.
Die Bahngesellschaft betrieb von 1860 bis 1948 eine Fähre zwischen Tottenville und Perth Amboy, die bis 1963 unabhängig fortbestand.
Von August 1924 bis Juni 1925 wurden alle drei Streckenäste der Staten Island Railway elektrifiziert. Der elektrische Betrieb begann am 1. Juli 1925. Man wählte das gleiche Stromsystem wie bei der New York City Subway, da ein Tunnel nach Brooklyn geplant war, der die Inselbahn ins U-Bahn-Netz integrieren und durchgehenden Güterverkehr zwischen Long Island und dem Festland in New Jersey ermöglichen sollte. Der 1923 in Bay Ridge und auf Staten Island begonnene Bau eines Tunnels unter der Meerenge The Narrows zur Anbindung an die BMT Fourth Avenue Line der U-Bahn und die Bay Ridge Branch der Long Island Rail Road endete 1925 nach wenigen Metern.
Bis 1937 wurden die wesentlichen Streckenabschnitte kreuzungsfrei ausgebaut und wurde der Eisenbahn-Betrieb dem einer U-Bahn ähnlicher. Ab Ende der 1940er Jahre sanken die Fahrgastzahlen aufgrund der wachsenden Konkurrenz der städtischen Autobuslinien markant. Am 31. März 1953 wurden der Personenverkehr auf der North Shore Line eingestellt und die South Beach Line ganz stillgelegt. 1954 beantragte die Baltimore and Ohio Railroad bei der Interstate Commerce Commission die Stilllegung auch der Tottenville Line, was die Stadt New York durch Ausgleichszahlungen abwendete.
Am 1. Juli 1971 kam die Staten Island Railway aus dem Eigentum der Staten Island Rapid Transit Railway Company, der Tochtergesellschaft der Baltimore and Ohio Railroad, an die Staten Island Rapid Transit Operating Company (SIRTOA). Die New York State Legislature beschloss die Gründung der SIRTOA als öffentliches Unternehmen in der Rechtsform einer Public Benefit Corporation gemäß dem New York State Public Authorities Law. Den Betrieb führt die New York City Transit Authority im Auftrag der SIRTOA durch, bis 1993 über ihre Busabteilung (Surface Transit Division), seit 1993 über ihre U-Bahn-Abteilung (Department of Subways).
Das Tarifsystem wurde 1997 von dem für Eisenbahnen typischen entfernungsabhängigen Fahrpreis zu dem beim städtischen Nahverkehr etablierten Einheitsfahrpreis geändert. Bis dahin verkauften an den unbesetzten Stationen die Conductors an Bord der Züge Fahrscheine gegen Bargeld oder Subway-Tokens. Mit der Einführung des Metrocard-Systems bei der Staten Island Railway 1997 ermöglichte die Technik keinen Verkauf mehr an Bord. Allein in dem mit Bahnsteigsperren und Verkaufsautomaten ausgerüsteten Bahnhof St. George, seit 2010 zusätzlich in Tompkinsville, ist das Bezahlen von Einzelfahrten möglich. Weil es keine Fahrscheine mehr gibt, ist das Fahren außerhalb dieses Bereichs de facto kostenfrei. Als Bahnpolizei dient das MTA Police Department.
CSX Transportation, die Nachfolgegesellschaft der Baltimore and Ohio Railroad, führte den Güterverkehr auf der North Shore Line weiter, stellte diesen aber 1991 ein. Ab 24. Juni 2001 verkehrten auf dem kurzen Abschnitt von St. George bis Ball Park bei Spielen des Minor-League-Baseball-Teams Staten Island Yankees Sonderzüge im Personenverkehr. Diese wurden zum 18. Juni 2010 als Teil größerer Budgetkürzungen im Nachgang der Weltfinanzkrise 2007–2008 eingestellt.
Im Oktober 1994 erwarb die städtische New York City Economic Development Corporation die North Shore Line für 10,3 Millionen Dollar von CSX. Zugleich übernahm das New Jersey Department of Transportation den auf dem Festland anschließenden Abschnitt zwischen dem Arthur Kill und Cranford Junction. Nach der Renovierung und Reaktivierung der weltgrößten Hubbrücke, der Arthur Kill Vertical Lift Bridge, wurde der Schienengüterverkehr auf Staten Island am 2. April 2007 wieder aufgenommen. Die offizielle Wiedereröffnung erfolgte am 17. April 2007 durch Bürgermeister Michael Bloomberg. Conrail Shared Assets, eine gemeinsame Tochterfirma von CSX Transportation und Norfolk Southern Railway, befördert mehrere Güterzüge pro Woche zwischen New Jersey und Staten Island. Diese dienen vor allem dem Transport von Hausmüll aus einer Umladestation auf dem Gelände der früheren Fresh Kills Landfill sowie der Anbindung des Containerhafens Howland Hook Marine Terminal. Östlich dieses Hafens ist die North Shore Line weiterhin außer Betrieb; es besteht somit keine aktive Gleisverbindung zwischen dem im Güterverkehr genutzten Teil im Nordwesten der Insel und der Personenverkehrsstrecke am Ostufer.

## Fahrplan

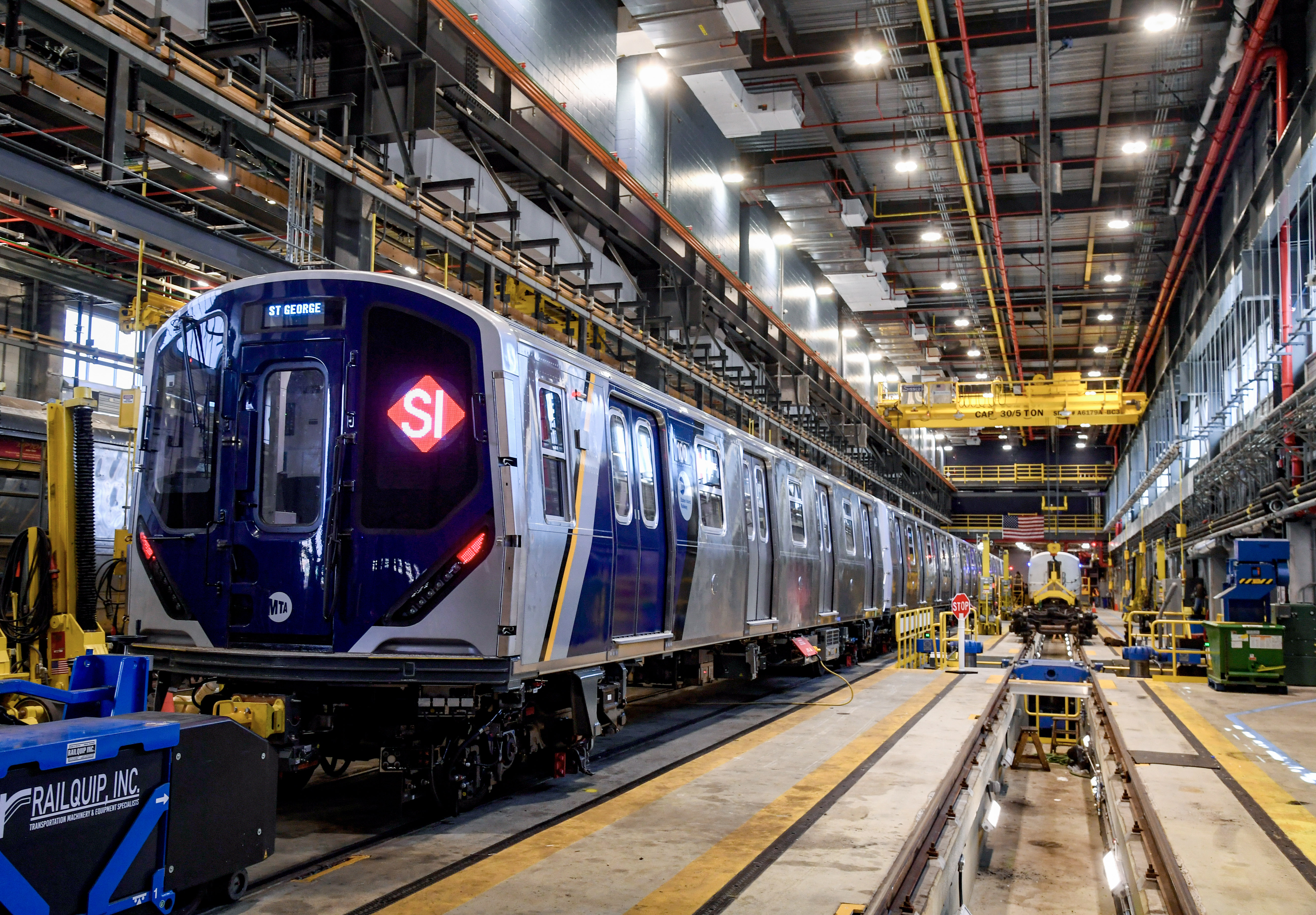
Triebwagen-Typ R211S zeigt rotes, rhombusförmiges Liniensignet <SI>, das Expressfahrten markiert

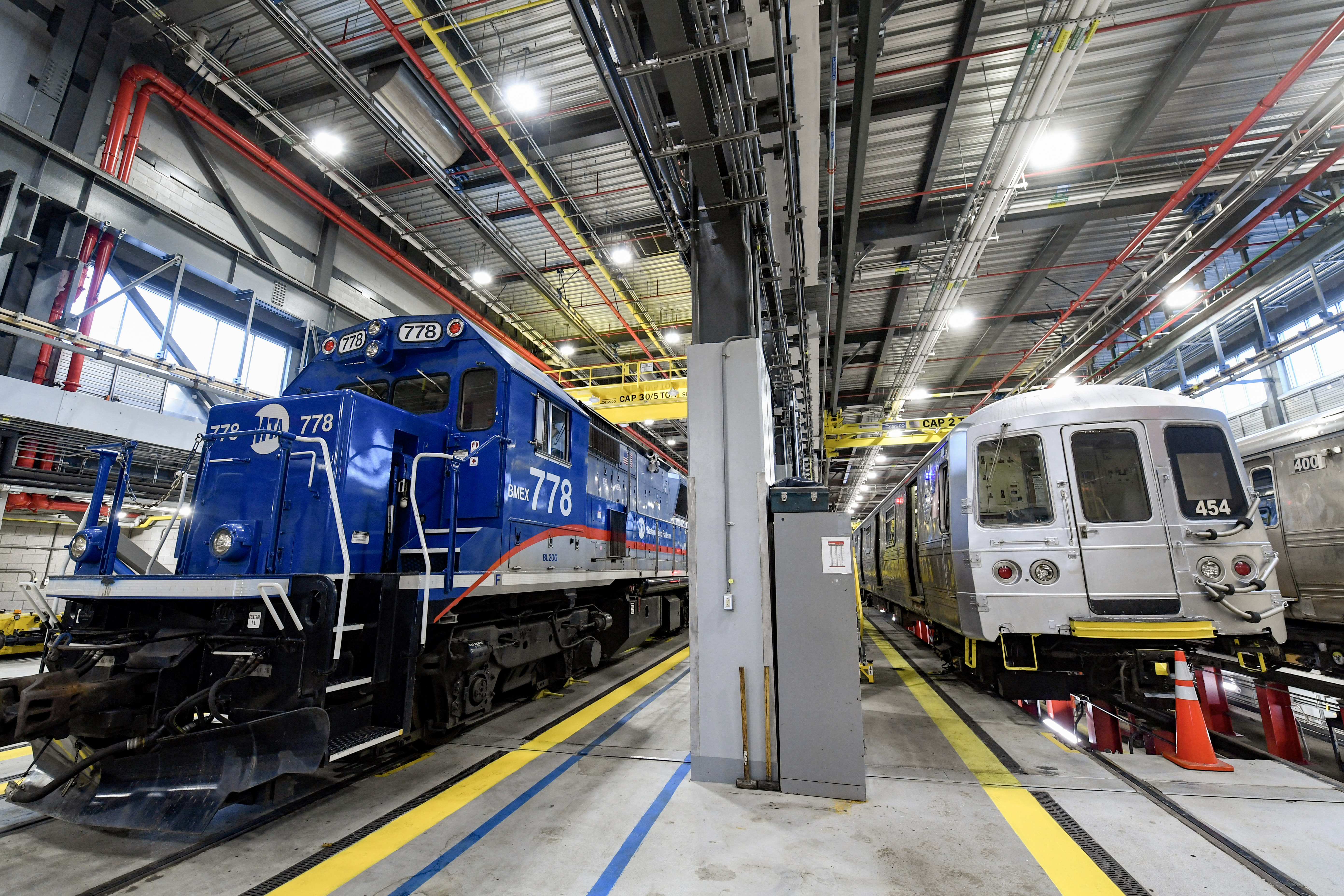
Diesellokomotive Brookville BL20G und Triebwagen-Typ R44 in der Betriebswerkstatt Clifton

Die Staten Island Railway verkehrt jeden Tag 24 Stunden lang in einem festen 30-Minuten-Takt. Die Fahrzeit von der südlichen Endstation Tottenville bis zur nördlichen Endstation St. George Terminal beträgt 42 Minuten, die dort erreichbare Staten Island Ferry verkehrt ebenfalls rund um die Uhr.
Im ab 2020 gültigen Fahrplan wird im Berufsverkehr an Werktagen von ca. 5.30 Uhr bis 8.15 Uhr und von ca. 15 Uhr bis ca. 20 Uhr der Grundtakt über Fahrten alle 20 bis hin zu alle 15 Minuten verdichtet.
Zusätzlich zum auf 15 Minuten verdichteten Grundtakt gibt es in diesen Zeiträumen alle 15 Minuten Verstärkerfahrten. Von Süden nach Norden beginnen sie in Huguenot oder Great Kills. Neun der Grundtakt-Fahrten verkehren im morgendlichen Berufsverkehr im nördlichen Bereich von New Dorp bis St. George Terminal als Express ohne Zwischenhalte und benötigen dann insgesamt 36 Minuten Fahrzeit. In der Verkehrsspitze fahren so an den von allen Zügen bedienten Stationen Great Kills bis New Dorp acht Fahrten pro Stunde in Richtung Fährterminal ab.
In umgekehrter Richtung ab St. George Terminal gibt es morgens von 7 Uhr bis 8 Uhr fünf und nachmittags von 16 Uhr bis 20 Uhr vierzehn Expressfahrten, die ab Great Kills als Local-Züge weiterfahren. In diesen Zeiträumen wird der Takt mit vierzehn Local-Zügen ab St. George Terminal verdichtet, die als Kurzfahrten in Great Kills enden.  

## Rollmaterial
Ab 1925 fuhren Elektrotriebwagen des Baltimore-and-Ohio-Typs ME-1. Ab 1973 wurde eine modifizierte Serie des U-Bahn-Typs Fahrzeugtyp R44 ausgeliefert, die das überalterte vorherige Rollmaterial ersetzte.
Seit 2024 kommt der Fahrzeugtyp R211S zum Einsatz, der eine Variante gleichartiger neuer Fahrzeuge der Subway ist.
Die Betriebswerkstatt Clifton Car Maintenance Shop wurde 2012 bei Hurrikan Sandy überflutet und danach mit besserem Hochwasserschutz neu gebaut.